# 施塔特巴赫河 (阿勒河左支流)
46°57′00″N 7°27′21″E / 46.95001°N 7.45580°E

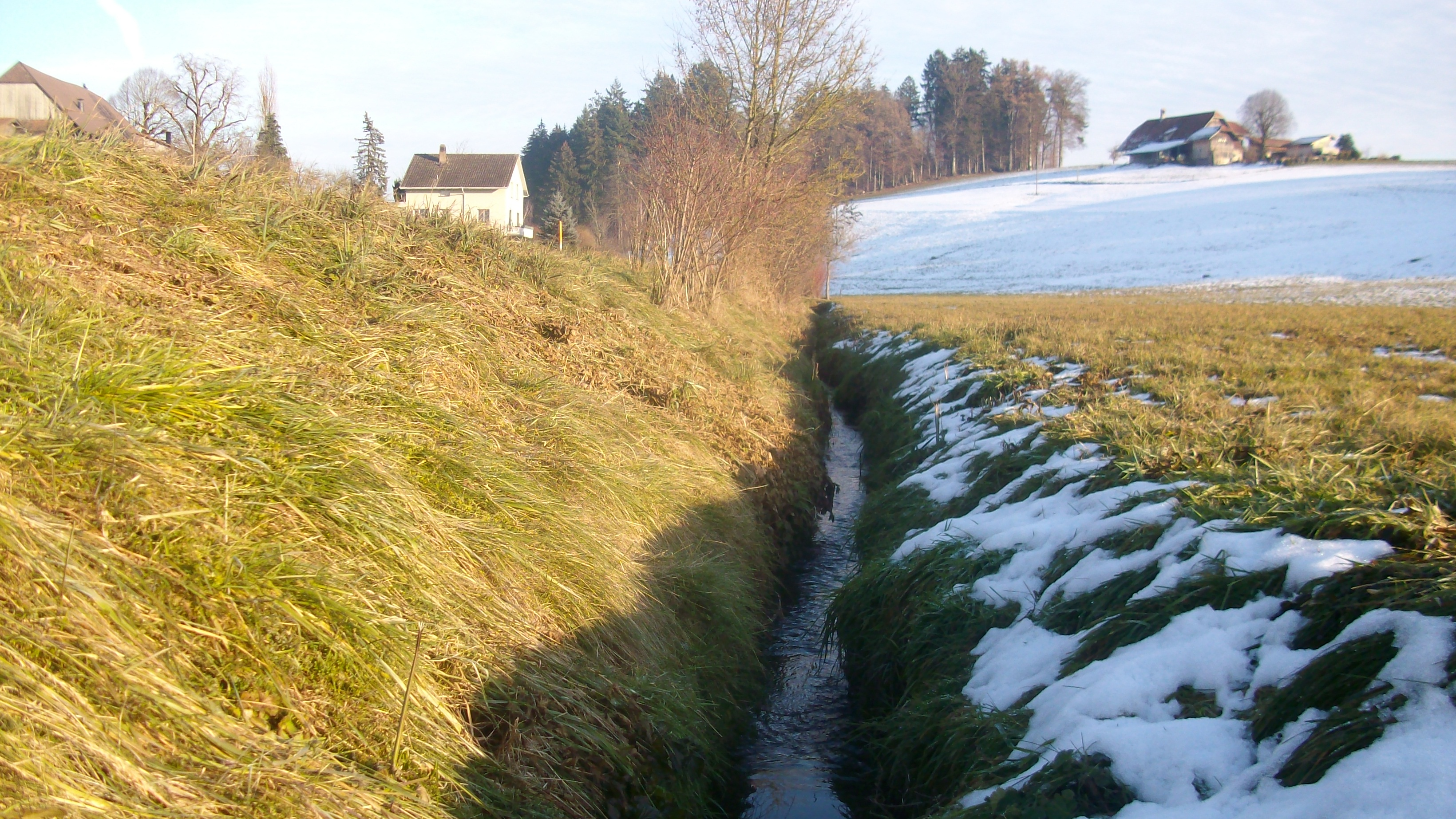

施塔特巴赫河是瑞士的河流，位於該國中西部，流經伯恩州，屬於阿勒河的左支流，河道全長13.3公里，發源自諾埃內格，河口處在伯爾尼。